# Шазе Бон
Шазе Бон (фр. Chazey-Bons) је насељено место у Француској у региону Рона-Алпи, у департману Ен (Рона-Алпи).
По подацима из 2011. године у општини је живело 775 становника, а густина насељености је износила 73,18 становника/km².

## Демографија
| 1962. | 1968. | 1975. | 1982. | 1990. | 2011. |
| ----- | ----- | ----- | ----- | ----- | ----- |
| 502   | 590   | 681   | 728   | 684   | 775   |